# Martín García (tenisista)
Martín Alberto García (ur. 2 maja 1977 w Buenos Aires) – argentyński tenisista, reprezentant w Pucharze Davisa.

## Kariera tenisowa
Karierę tenisową rozpoczął w roku 1996.
W grze pojedynczej nie odniósł większych sukcesów. Najwyżej w rankingu singlowym był na początku lutego 1998 roku, na 342. miejscu.
W grze podwójnej wygrał 8 turniejów rangi ATP World Tour oraz 14 razy dochodził do finałów. Najlepszym wielkoszlemowym wynikiem Argentyńczyka w deblu jest półfinał Rolanda Garrosa z roku 2000, grając w parze z Tomásem Carbonellem. Wyeliminowali wówczas m.in. czołowych deblistów w rankingu, Alexa O’Briena i Jareda Palmera. Pojedynek o finał przegrali z deblem Paul Haarhuis–Sandon Stolle. Najwyżej w zestawieniu deblistów García był w maju 2001 roku, na 21. pozycji.
W roku 2000 i 2001 García reprezentował Argentynę w Pucharze Davisa. Rozegrał 4 mecze, wygrywając 2 pojedynki deblowe, a przegrywając 1 spotkanie singlowe i deblowe.

### Finały w turniejach ATP World Tour
| Legenda                                      |
| -------------------------------------------- |
| Wielki Szlem                                 |
| Igrzyska olimpijskie                         |
| Tennis Masters Cup / ATP Finals              |
| ATP Masters Series / ATP Tour Masters 1000   |
| ATP International Series Gold / ATP Tour 500 |
| ATP International Series / ATP Tour 250      |

#### Gra podwójna (8–14)
| Końcowy wynik | Nr  | Data                | Turniej      | Nawierzchnia | Partner          | Przeciwnicy                           | Wynik finału         |
| ------------- | --- | ------------------- | ------------ | ------------ | ---------------- | ------------------------------------- | -------------------- |
| Zwycięzca     | 1.  | 29 sierpnia 1999    | Boston       | Twarda       | Guillermo Cañas  | Marius Barnard T.J. Middleton         | 5:7, 7:6(2), 6:3     |
| Zwycięzca     | 2.  | 3 października 1999 | Bukareszt    | Ceglana      | Lucas Arnold Ker | Marc-Kevin Goellner Francisco Montana | 6:3, 2:6, 6:3        |
| Zwycięzca     | 3.  | 1 października 2000 | Palermo      | Ceglana      | Tomás Carbonell  | Pablo Albano Marc-Kevin Goellner      | walkower             |
| Finalista     | 1.  | 14 stycznia 2001    | Auckland     | Twarda       | David Adams      | Marius Barnard Jim Thomas             | 6:7(10), 4:6         |
| Finalista     | 2.  | 4 marca 2001        | Acapulco     | Ceglana      | David Adams      | Donald Johnson Gustavo Kuerten        | 3:6, 6:7(5)          |
| Finalista     | 3.  | 13 stycznia 2002    | Auckland     | Twarda       | Cyril Suk        | Jonas Björkman Todd Woodbridge        | 6:7(5), 6:7(7)       |
| Finalista     | 4.  | 14 kwietnia 2002    | Casablanca   | Ceglana      | Luis Lobo        | Stephen Huss Myles Wakefield          | 4:6, 2:6             |
| Finalista     | 5.  | 25 lipca 2004       | Kitzbühel    | Ceglana      | Lucas Arnold Ker | František Čermák Leoš Friedl          | 3:6, 5:7             |
| Finalista     | 6.  | 15 sierpnia 2004    | Sopot        | Ceglana      | Sebastián Prieto | František Čermák Leoš Friedl          | 6:2, 2:6, 3:6        |
| Finalista     | 7.  | 10 kwietnia 2005    | Casablanca   | Ceglana      | Luis Horna       | František Čermák Leoš Friedl          | 4:6, 3:6             |
| Finalista     | 8.  | 26 kwietnia 2005    | Houston      | Ceglana      | Luis Horna       | Mark Knowles Daniel Nestor            | 3:6, 4:6             |
| Zwycięzca     | 4.  | 24 lipca 2005       | Amersfoort   | Ceglana      | Luis Horna       | Fernando González Nicolás Massú       | 6:4, 6:4             |
| Zwycięzca     | 5.  | 2 października 2005 | Palermo      | Ceglana      | Mariano Hood     | Mariusz Fyrstenberg Marcin Matkowski  | 6:2, 6:3             |
| Finalista     | 9.  | 6 sierpnia 2006     | Sopot        | Ceglana      | Sebastián Prieto | František Čermák Leoš Friedl          | 3:6, 5:7             |
| Finalista     | 10. | 17 września 2006    | Bukareszt    | Ceglana      | Luis Horna       | Mariusz Fyrstenberg Marcin Matkowski  | 7:6(5), 6:7(5), 8–10 |
| Zwycięzca     | 6.  | 1 października 2006 | Palermo      | Ceglana      | Luis Horna       | Mariusz Fyrstenberg Marcin Matkowski  | 7:6(1), 7:6(2)       |
| Zwycięzca     | 7.  | 25 lutego 2007      | Buenos Aires | Ceglana      | Sebastián Prieto | Albert Montañés Rubén Ramírez Hidalgo | 6:4, 6:2             |
| Finalista     | 11. | 6 maja 2007         | Estoril      | Ceglana      | Sebastián Prieto | Marcelo Melo André Sá                 | 6:3, 2:6, 6–10       |
| Finalista     | 12. | 15 lipca 2007       | Båstad       | Ceglana      | Sebastián Prieto | Simon Aspelin Julian Knowle           | 2:6, 4:6             |
| Finalista     | 13. | 5 sierpnia 2007     | Sopot        | Ceglana      | Sebastián Prieto | Mariusz Fyrstenberg Marcin Matkowski  | 1:6, 1:6             |
| Finalista     | 14. | 16 września 2007    | Bukareszt    | Ceglana      | Sebastián Prieto | Oliver Marach Michal Mertiňák         | 6:7(2), 6:7(8)       |
| Zwycięzca     | 8.  | 5 stycznia 2008     | Adelaide     | Twarda       | Marcelo Melo     | Chris Guccione Robert Smeets          | 6:3, 3:6, 10–7       |